# John Balance
John Balance (także Jhon albo Jhonn; Geoffrey Laurence Rushton; ur. 16 lutego 1962 w Mansfield, zm. 13 listopada 2004) – brytyjski muzyk, współzałożyciel (razem z Peterem Christophersonem) eksperymentalnego projektu muzycznego Coil. Odpowiadał za śpiew oraz recytacje, teksty, grał na syntezatorach i innych instrumentach. Jego działalność artystyczna i współpraca z innymi artystami szybko uczyniły go jedną z najbardziej wpływowych postaci sceny industrialnej, minimalistycznej i neofolkowej.
Poza Coil, współpracował z Nurse With Wound, Death In June, Psychic TV, Current 93, Thighpaulsandra, odpowiadał też za szereg remiksów Nine Inch Nails. 
Był gejem.